# Hylesia aeneides
Hylesia aeneides är en fjärilsart som beskrevs av Druce 1897. Hylesia aeneides ingår i släktet Hylesia och familjen påfågelsspinnare. Inga underarter finns listade i Catalogue of Life.